# Antona quadrifascia
Antona quadrifascia là một loài bướm đêm thuộc phân họ Arctiinae, họ Erebidae.